# Odontopodisma rubripes
Odontopodisma rubripes és una espècie d'ortòpter celífer de la família Acrididae és endèmica d'Hongria. El seu estat de conservació és vulnerable.